# NBL 2013-14
NBL 2013-14は、2013年9月28日から2014年5月24日まで、日本各地で行われたバスケットボールリーグである。ナショナル・バスケットボール・リーグの初のシーズンとなる。

## 参加チーム
イースタンカンファレンス：
- レバンガ北海道
- リンク栃木ブレックス
- 千葉ジェッツ
- 日立サンロッカーズ東京
- トヨタ自動車アルバルク東京
- 東芝ブレイブサンダース神奈川

ウェスタンカンファレンス：
- つくばロボッツ
- アイシンシーホース三河
- 三菱電機ダイヤモンドドルフィンズ名古屋
- 和歌山トライアンズ
- 兵庫ストークス
- 熊本ヴォルターズ

## 試合方式

### レギュラーシーズン
- 12チームを2つのカンファレンスに分割した6チーム1カンファレンスでの総当たり戦。（1チーム当たり54試合）

※12月7日から3月23日までは他カンファレンスとの交流戦を実施。
- 1月に全日本総合バスケットボール選手権大会による中断あり。
- 各カンファレンス上位3チームがプレーオフに進出する。

### プレーオフ
- 2014年5月2日開幕。
- 各カンファレンス上位2位と3位同士の3戦2勝方式のカンファレンスセミファイナルを戦い、各カンファレンスの勝者はカンファレンス1位と3戦2勝方式のカンファレンスファイナルに進む。
- ファイナルは各カンファレンスファイナル勝者による5戦3勝方式。

### オールスターゲーム
- 12月29日に開催。各カンファレンスごとにファン投票及び他推薦により選手を選出。

## 結果

### レギュラーシーズン順位
※緑色がプレーオフ進出。

#### イースタン・カンファレンス
| 順位 | チーム名                     | 勝 | 敗 | 勝率 | 差   | 得点 | 失点 | 得失点率 |
| 1    | 東芝ブレイブサンダース神奈川 | 46 | 8  | .852 | -    | 4713 | 4068 | 1.16     |
| 2    | トヨタ自動車アルバルク東京   | 45 | 9  | .833 | 1.0  | 4670 | 3738 | 1.25     |
| 3    | リンク栃木ブレックス         | 31 | 23 | .574 | 14.0 | 4373 | 4223 | 1.04     |
| 4    | レバンガ北海道               | 31 | 23 | .574 | 0.0  | 4282 | 4077 | 1.05     |
| 5    | 日立サンロッカーズ東京       | 18 | 36 | .333 | 13.0 | 4018 | 4302 | 0.93     |
| 6    | 千葉ジェッツ                 | 18 | 36 | .333 | 0.0  | 3747 | 4072 | 0.92     |

#### ウェスタン・カンファレンス
| 順位 | チーム名                               | 勝 | 敗 | 勝率 | 差   | 得点 | 失点 | 得失点率 |
| 1    | 和歌山トライアンズ                     | 41 | 13 | .759 | -    | 4600 | 4095 | 1.12     |
| 2    | アイシンシーホース三河                 | 40 | 14 | .741 | 1.0  | 4542 | 4020 | 1.13     |
| 3    | 三菱電機ダイヤモンドドルフィンズ名古屋 | 29 | 25 | .537 | 11.0 | 4246 | 4091 | 1.04     |
| 4    | つくばロボッツ                         | 10 | 44 | .185 | 19.0 | 3657 | 4601 | 0.79     |
| 5    | 兵庫ストークス                         | 9  | 45 | .167 | 1.0  | 3943 | 4631 | 0.85     |
| 6    | 熊本ヴォルターズ                       | 6  | 48 | .111 | 3.0  | 4028 | 4901 | 0.82     |

### プレーオフ
カンファレンスセミファイナル（5月3日～5日）
| 戦         | 勝者                                                   | スコア     | 敗者                                               | 会場               |
| イースタン | イースタン                                             | イースタン | イースタン                                         | イースタン         |
| ---------- | ------------------------------------------------------ | ---------- | -------------------------------------------------- | ------------------ |
| 1          | トヨタ自動車アルバルク東京 （レギュラーシーズン・2位） | 105 - 86   | リンク栃木ブレックス （同・3位）                   | 大田区総合体育館   |
| 2          | トヨタ自動車アルバルク東京 （レギュラーシーズン・2位） | 81 - 95    | リンク栃木ブレックス （同・3位）                   | 大田区総合体育館   |
| 3          | トヨタ自動車アルバルク東京 （レギュラーシーズン・2位） | 74 - 59    | リンク栃木ブレックス （同・3位）                   | 大田区総合体育館   |
| ウェスタン |                                                        |            |                                                    |                    |
| 1          | アイシンシーホース三河 （レギュラーシーズン・2位）     | 76 - 67    | 三菱電機ダイヤモンドドルフィンズ名古屋 （同・3位） | 広島県立総合体育館 |
| 2          | アイシンシーホース三河 （レギュラーシーズン・2位）     | 94 - 84    | 三菱電機ダイヤモンドドルフィンズ名古屋 （同・3位） | 広島県立総合体育館 |

カンファレンスファイナル（5月10日～13日）
| 戦         | 勝者                                                     | スコア     | 敗者                       | 会場               |
| イースタン | イースタン                                               | イースタン | イースタン                 | イースタン         |
| ---------- | -------------------------------------------------------- | ---------- | -------------------------- | ------------------ |
| 1          | 東芝ブレイブサンダース神奈川 （レギュラーシーズン・1位） | 78 - 61    | トヨタ自動車アルバルク東京 | 代々木第二         |
| 2          | 東芝ブレイブサンダース神奈川 （レギュラーシーズン・1位） | 95 - 81    | トヨタ自動車アルバルク東京 | 代々木第二         |
| ウェスタン |                                                          |            |                            |                    |
| 1          | 和歌山トライアンズ （レギュラーシーズン・1位）           | 68 - 67    | アイシンシーホース三河     | 愛知県体育館       |
| 2          | 和歌山トライアンズ （レギュラーシーズン・1位）           | 76 - 79    | アイシンシーホース三河     | 愛知県体育館       |
| 3          | 和歌山トライアンズ （レギュラーシーズン・1位）           | 73 - 59    | アイシンシーホース三河     | パークアリーナ小牧 |

ファイナル（5月21日～24日）
| 戦 | 優勝                         | スコア  | 準優勝             | 会場       |
| -- | ---------------------------- | ------- | ------------------ | ---------- |
| 1  | 東芝ブレイブサンダース神奈川 | 69 - 61 | 和歌山トライアンズ | 代々木第二 |
| 2  | 東芝ブレイブサンダース神奈川 | 80 - 78 | 和歌山トライアンズ | 代々木第二 |
| 3  | 東芝ブレイブサンダース神奈川 | 78 - 61 | 和歌山トライアンズ | 代々木第二 |

### オールスターゲーム

#### 出場選手
- EAST

HC ティム・ルイス（日立東京）
☆ 田臥勇太（リンク栃木）
☆ 桜井良太（北海道）
☆ 折茂武彦（北海道）
☆ 竹内譲次（日立東京）
☆ 竹内公輔（トヨタ東京）
☆ ジャミール・ワトキンス（北海道）
☆ ニック・ファジーカス（東芝神奈川）
・ 佐藤博紀（千葉）
・ 岡田優介（トヨタ東京）
・ 辻直人（東芝神奈川）
・ 大西崇範（東芝神奈川）
- WEST

HC ジェリコ・パブリセビッチ（和歌山）
☆ 五十嵐圭（三菱電機名古屋）
☆ 川村卓也（和歌山）
☆ 大宮宏正（熊本）
☆ 桜木ジェイアール（アイシン三河）
☆ 中村友也（つくば）
☆ マイケル・パーカー（和歌山）
☆ マグナム・ロール（三菱電機名古屋）
・ 金丸晃輔（アイシン三河）
・ 梁川禎浩（兵庫）
・ 小野元（熊本）
・ 鵜澤潤（三菱電機名古屋）

#### 結果
| 勝者 | 結果      | 敗者 | MVP                |
| ---- | --------- | ---- | ------------------ |
| WEST | 116 - 104 | EAST | マイケル・パーカー |

#### スリーポイントコンテスト
出場選手
| 選手     | チーム       |
| -------- | ------------ |
| 折茂武彦 | 北海道       |
| 岡田優介 | トヨタ東京   |
| 辻直人   | 東芝神奈川   |
| 金丸晃輔 | アイシン三河 |
| 川村卓也 | 和歌山       |
| 小野元   | 熊本         |

- 優勝：辻直人

#### スラムダンクコンテスト
出場選手
| 選手                   | チーム         |
| ---------------------- | -------------- |
| ジャミール・ワトキンス | 北海道         |
| 橘佳宏                 | つくば         |
| マグナム・ロール       | 三菱電機名古屋 |
| 大宮宏正               | 熊本           |

- 優勝：マグナム・ロール

## NBLアウォード
| 部門                         | 受賞者               | チーム       |
| ---------------------------- | -------------------- | ------------ |
| レギュラーシーズンMVP        | ニック・ファジーカス | 東芝神奈川   |
| プレーオフMVP                | 辻直人               | 東芝神奈川   |
| ルーキー・オブ・ザ・イヤー   | 比江島慎             | アイシン三河 |
| コーチ・オブ・ザ・イヤー     | 北卓也               | 東芝神奈川   |
| レフェリー・オブ・ザ・イヤー | 平原勇次             |              |

### ベスト5
| P   | 受賞者               | チーム     |
| --- | -------------------- | ---------- |
| G   | 田臥勇太             | リンク栃木 |
| G/F | 辻直人               | 東芝神奈川 |
| F   | 川村卓也             | 和歌山     |
| F/C | マイケル・パーカー   | 和歌山     |
| C   | ニック・ファジーカス | 東芝神奈川 |

### リーダーズ
| 部門               | 受賞者                 | チーム       | 記録    |
| ------------------ | ---------------------- | ------------ | ------- |
| 得点               | ニック・ファジーカス   | 東芝神奈川   | 26.35点 |
| アシスト           | 田臥勇太               | リンク栃木   | 5.94本  |
| リバウンド         | ニック・ファジーカス   | 東芝神奈川   | 13.50本 |
| 野投成功率         | マイケル・パーカー     | 和歌山       | 62%     |
| フリースロー成功率 | 古川孝敏               | リンク栃木   | 90%     |
| 3P成功率           | 金丸晃輔               | アイシン三河 | 47%     |
| スティール         | 田臥勇太               | リンク栃木   | 2.02本  |
| ブロックショット   | ジャミール・ワトキンス | 北海道       | 2.23本  |